# Darantasiella javanica
Darantasiella javanica là một loài bướm đêm thuộc phân họ Arctiinae, họ Erebidae.